# Встроенный пылесос

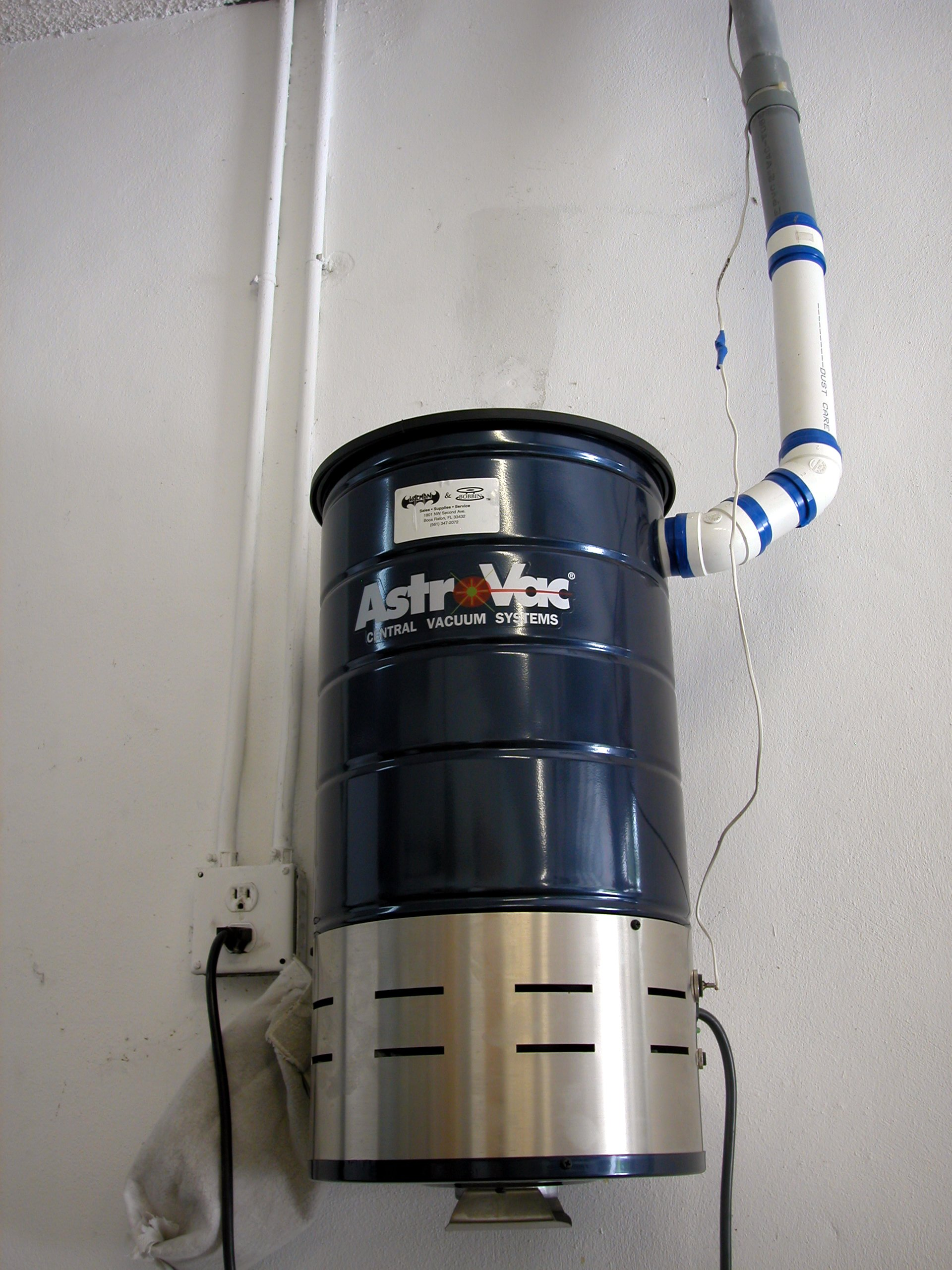
Типичный Центральный пылесос. Блок питания для бытового использования (Северная Америка)

Центральный пылесос (также встроенный или канальный) — вид пылесоса, являющийся частью здания. Центральные пылесосы предназначены для удаления грязи и мусора в домах и офисах, его трубы для удаления частиц грязи расположены внутри стен. Силовой насос в них централизованный и устанавливается, как правило, в подвале, гараже или в подсобном помещении вместе с контейнерами для мусора. Входные отверстия расположены в стенах по всему зданию, к которым подключаются шланги и прочие аксессуары для удаления пыли, частиц и мелкого мусора из внутренних помещений.

## История

### XIX век

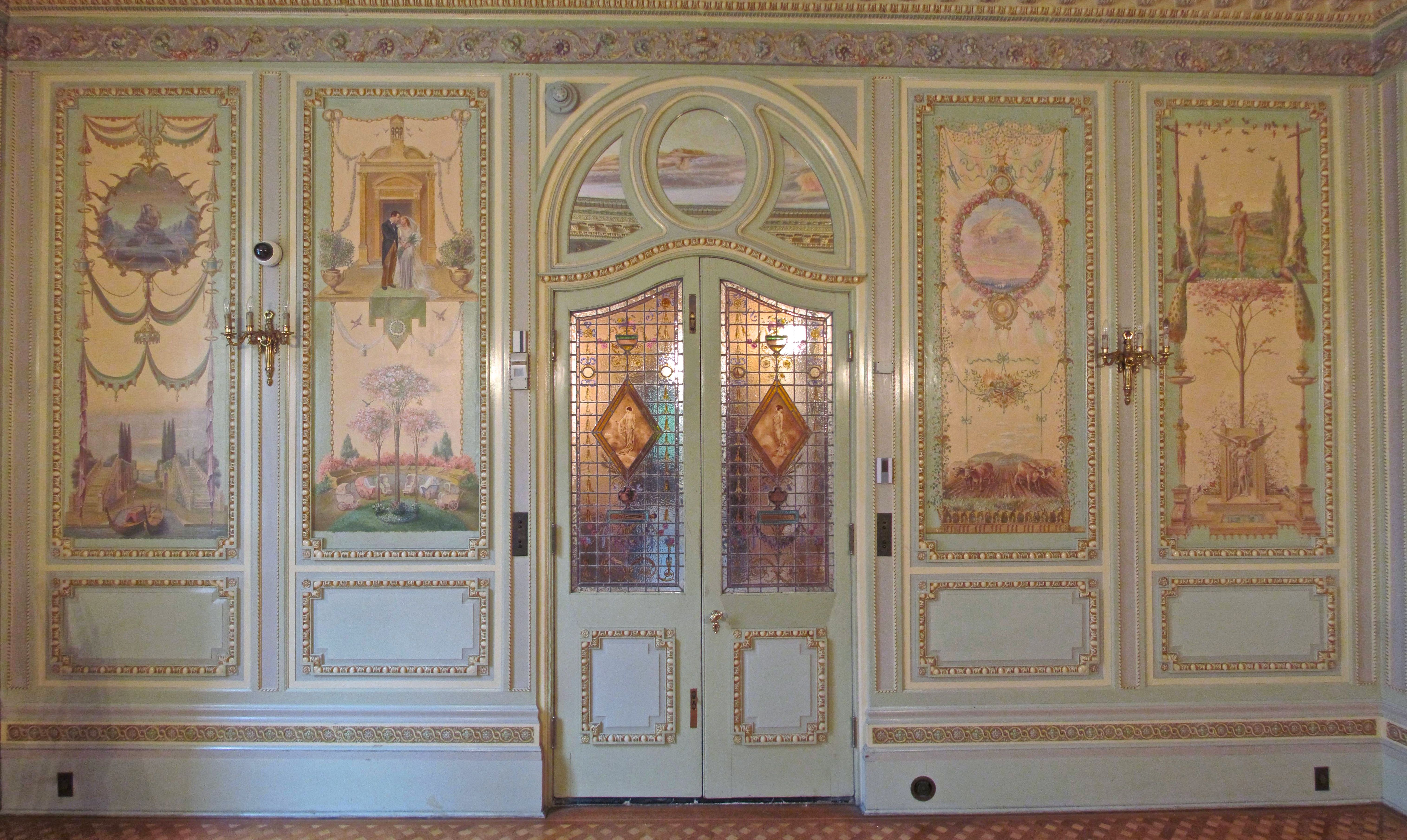
Эта элегантная стена скрывает гнездо старинного центрального пылесоса (маленький кружок на плинтусе, рядом с дверью)

В конце XIX века появились первые системы центрального пылесоса. Система, использовавшая медные трубки и мехи, обычно ставилась в подвале и имела выводы в разных местах дома. Из-за цены и небольшой эффективности в США удалось продать лишь несколько таких устройств.

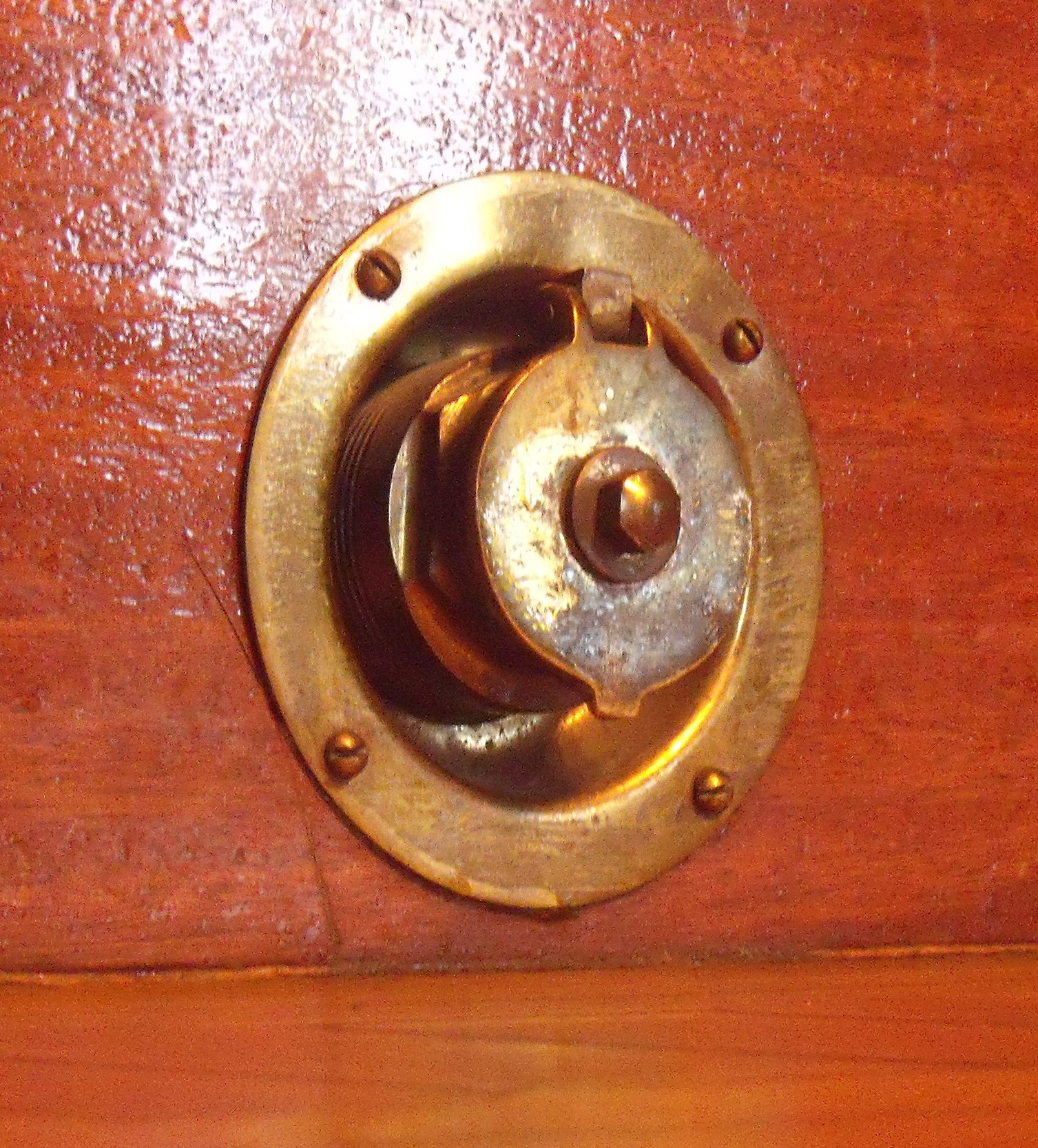
Центральный пылесос, расположенный в обеденном зале отеля Шато Дюфрейн

В 1869 году Айвз МакГаффей запатентовал первый портативный пылесос, или «подметальную машину». Центральная вакуумная система являлась предшественником портативного пылесоса.

### XX век
В 1930-е годы, при развитии малых мощных электродвигателей, возросла популярность и доступность портативных пылесосов, а популярность централизованных систем снизилась.

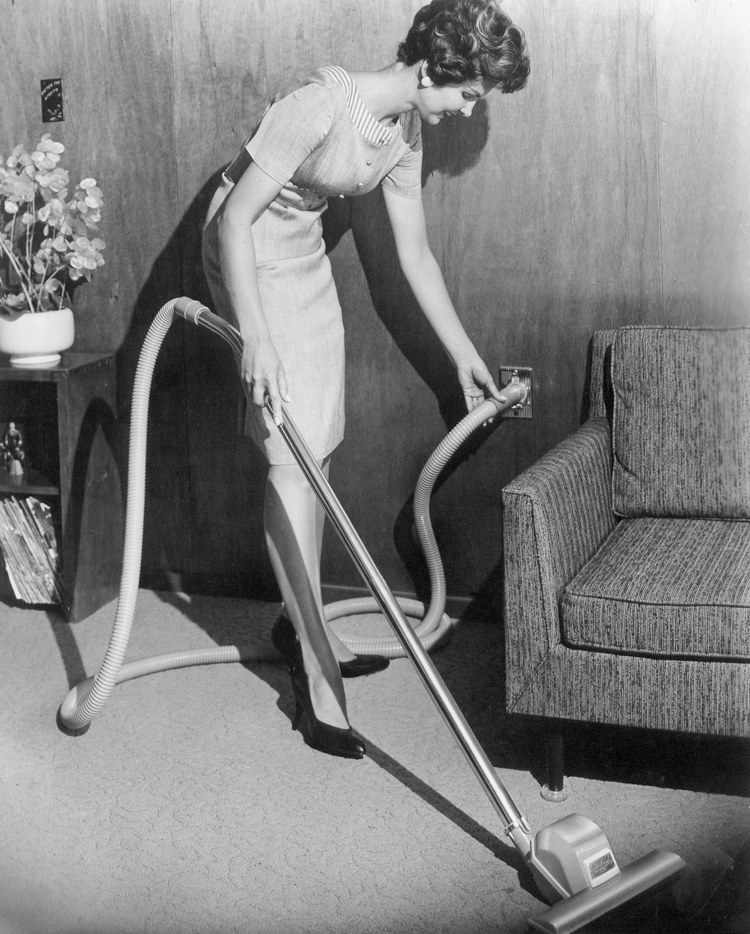
Встраиваемый пылесос

К началу 1960-х годов внедрение вакуумных тонкостенных трубок из поливинилхлорида сделало встроенные пылесосы более доступными в Соединённых Штатах, так как экструзионные трубы из поливинилхлорида оказались радикально дешевле и проще в инсталляции, чем применявшиеся ранее металлические. Впрочем, металлические трубы все еще могут использоваться для части или всей установки централизованной системы вакуумного пылесоса, если этого требуют строительные правила пожарной безопасности.
В 1990-х годах, центральная вакуумная система завоевала популярность среди агентов по недвижимости и людей, занимающихся ремоделингом домов, в дальнейшем они добавлялись в дома при перепродаже. Аллергологи также играли важную роль в растущей популярности центральных вакуумных систем в 1990-х годах.

## Польза для здоровья

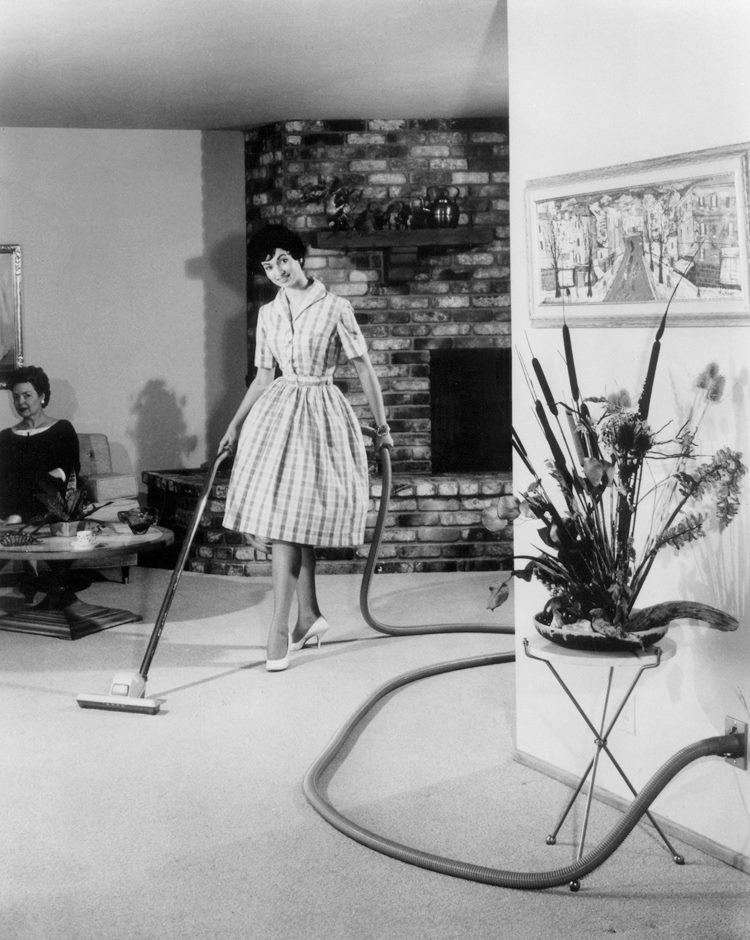
Встроенный пылесос

В централизованных вакуумных системах, полностью удаляющих воздух из дома, пыль или аллергены не рециркулируют в воздухе помещения, как в случае с традиционным пылесосом.
В 2001 году исследование в Калифорнийском университете в Дэвисе показало улучшение во многих аспектах здоровья у 25 лиц с документированной историей гиперчувствительности к домашней пыли.
Центральные вакуумные установки могут получать баллы за лидерство в энергетике и экологическом дизайне от американской лёгочной ассоциации, или стандарта зелёного строительства от Национальной ассоциации домостроителей (США).

## Мощность системы
Мощность всасывания пылесоса рассчитывается в аэроваттах, которые не нужно путать с ваттами, относящимися только к электрической мощности. Аэроватт определяется как мощность, необходимая для создания перепада давления в 1 Паскаль (Па) при воздушном потоке в 1 кубический метр в секунду (м³/с). Эта величина рассчитывается следующим образом: P = 1/8,5 x F x S, где P соответствует мощности в ваттах воздуха; F — расход воздуха в кубических футах в минуту; и S для водного подъемника. Стандартная формула аэроватта взята из ASTM International (см. документ ASTM F558-13). Аэроватты указывают общую производительность двигателя и, следовательно, уровень эффективности центрального пылесоса.